# Acción racional
En filosofía, sociología y economía, se llama acción racional a la acción que constituye el mejor medio posible para alcanzar cierto fin o deseo de un agente, es decir, a la acción que produce la maximización de la utilidad o el beneficio. Un requisito para que una acción pueda llamarse racional es entonces que exista una jerarquía completa y transitiva de las situaciones posibles, la cual, combinada con creencias acerca de la probabilidad de los eventos posibles, conduzca a una jerarquía completa y transitiva de las acciones posibles. Una acción puede considerarse como racional según su resultado o según cómo fue elegida, es decir, una acción puede ser sustantivamente racional o procedimentalmente racional.
Una acción sustantivamente racional puede ser producida por una adaptación exitosa a un entorno competitivo, es decir, un agente puede realizar una acción racional a pesar de no haber tomado una elección racional. Este es el comportamiento de las empresas, las cuales tiende a maximizar su utilidad, ya que, de otra forma, son eliminadas. Más aún, acciones tomadas sin ninguna deliberación pueden igualmente considerarse racionales. Así, acciones realizadas por imitación o por herencia genética pueden resultar en la maximización de la utilidad y ser consideradas racionales.
Una acción procedimentalmente racional, en cambio, se fundamenta en la información limitada de la que dispone el agente y las creencias que sostiene. Una acción de este tipo puede no ser efectivamente el mejor medio para alcanzar los deseos del agente debido a que este puede sostener creencias racionales, pero falsas, ya que solamente dispone de información limitada. Además, los deseos del agente pueden perfilar el proceso de recolección de información, con lo que pueden perfilar las creencias a las que llegue. También se puede incorporar a la evaluación de la racionalidad de una acción las limitaciones cognitivas, físicas y financieras a las que el agente pueda estar sujeto. La racionalidad está inextricablemente entretejida con las emociones, que proveen el contenido de los deseos humanos. La sociología y la economía suelen presuponer que los agentes son procedimentalmente racionales. Detractores de esta noción sostienen que es irrefutable, carece de contenido y no tiene poder explicativo.
Los deseos del agente permiten evaluar la racionalidad de su recolección de información, de sus creencias, de sus elecciones y de sus acciones, pero, al menos para los modelos más difundidos de la racionalidad, ellos mismos no pueden ser evaluados en términos de racionalidad. Esta postura se denomina modelo de la racionalidad instrumental. Para la sociología, en cambio, son relevantes las situaciones en las cuales los agentes evalúan y ajustan sus deseos según las creencias que extraigan de la información que dispongan. Esta disciplina también pone énfasis en la interdependencia de los deseos, la información, las creencias y las acciones de distintos agentes, que conduce a la existencia de cierto equilibrio.
Las acciones racionales pueden explicarse tanto los deseos y creencias del agente como por una secuencia de estados neuronales y externos. Existen múltiples modelos acerca de cómo se relacionan estos dos niveles explicativos.

## Modelos de acción racional
El entendimiento de las acciones racionales está inextricablemente ligado al entendimiento del funcionamiento de la mente. La filosofía de la mente propone varios modelos para explicarlo. Dos de los modelos monistas y fisicalistas más difundidos son los siguientes:
- El computacionalismo, que es la postura de que la mente es un sistema computacional similar a una máquina de Turing. Esta teoría jugó un papel central dentro de la filosofía de la mente, la ciencia cognitiva y la psicología cognitiva durante los años 60 y 70. Por muchos años, fue la teoría ortodoxa.[6]
- El conexionismo, que es la postura de que la exploración de las redes neuronales artificiales puede conducir a un mayor entendimiento de la mente. Las redes neuronales son modelos simplificados del cerebro compuestos por una gran cantidad de unidades y ponderaciones que reflejan la fuerza de las conexiones entre las unidades. Las unidades son análogas a las neuronas y las conexiones son análogas sinapsis.[7]

La compatibilidad o no de ambas posturas es un objeto de debate y no existe un claro consenso. El conexionismo eliminativista afirman que la mente es un sistema computacional radicalmente distinto a las máquinas de Turing. El conexionismo implementacionista, en cambio, sostiene que ambos modelos pueden operar armoniosamente a distintos niveles de explicación: el computacionalismo sería una explicación de orden superior, mientras que el conexionismo sería una explicación de orden inferior, esto es, las redes neuronales ilustrarían cómo el cerebro implementa un sistema computacional similar a una máquina de Turing.
Algunos filósofos de la mente también sostienen que las explicaciones clásicas para la mente son insatisfactorias y esta, en cambio, solo puede explicarse mediante fenómenos mecanocuánticos, como el entrelazamiento y la superposición, que causan efectos deslocalizados. Otros sostienen que la mente tiene similitudes estructurales y funcionales a las de un holograma, en el cual la información de la totalidad del sistema está contenida en cada uno de sus elementos. Estas hipótesis pueden solaparse con misticismo cuántico.

### Computacionalismo
La teoría computacional de la mente es también llamada metáfora de la computadora, ya que sostiene que, detrás de las evidentes diferencias materiales entre las computadoras y la mente, hay una similitud más fundamental: ambos son sistemas computacionales. Las computadoras son sistemas computacionales implementados mediante chips de silicona y materiales similares, mientras que la mente es un sistema computacional implementado mediante cerebro.
La teoría computacional de la mente entonces sostiene que la mente no es más que un sistema que realiza algoritmos u operaciones computables. Estas son dos nociones definidas de una manera puramente informal, pero, según la tesis de Turing, son equivalentes a la noción formal de operaciones realizables por una máquina de Turing. Una máquina de Turing puede definirse como un sistema con un procesador, una memoria y una regla de operación. La memoria es un arreglo lineal de infinitos espacios, contiguos, no direccionables, en los cuales pueden inscribirse y borrarse símbolos que provienen de un cierto alfabeto finito. El procesador tiene una cierta cantidad finita de estados máquina en los que se puede encontrar, accede a un único espacio de memoria por vez y puede borrar un símbolo, escribir un símbolo o moverse a otro espacio contiguo de la memoria. La regla establece qué operación es realizada y cómo cambia el estado máquina del procesador y no depende de nada más que del estado máquina original del procesador y el símbolo del espacio de la memoria en que se encuentre.
Entonces, la tesis fundamental de la teoría computacional de la mente es que la mente es similar a una máquina de Turing, permitiéndose sus proponentes establecer algunas desviaciones del formalismo original. En particular, proponentes de esta teoría han señalado que la mente no opera solamente con símbolos, sino también con entradas sensoriales y salidas motoras; tiene memoria finita y direccionable; no opera en serie, sino en paralelo; y puede no ser determinista, sino estocástica.
Es necesario señalar que, incluso cuando se afirma que la mente no es más que un sistema que realiza algoritmos, es posible que realice inferencias y tome decisiones en condiciones de incertidumbre gracias a la teoría Bayesiana de la elección: la mente puede codificar la incertidumbre a través de la probabilidad y, todavía mediante reglas precisas, ir actualizando esa probabilidad a la luz de nueva evidencia o ir tomando decisiones a la luz de las probabilidades y utilidades de las que disponga.
Por otro lado, el computacionalismo señala que, si bien el contenido mental es representacional, intencional o semánticamente evaluable respecto a propiedades como la verdad de una creencia, la precisión de un estado perceptual o la realización de un deseo, estas propiedades semánticas solamente impactan en la computación mediante propiedades sintácticas, es decir, la computación es sensible a la sintaxis, pero no a la semántica. Esta es la presuposición que permite en principio establecer que los estados máquina del procesador de una máquina de Turing, discutiblemente carentes de contenido semántico, sean equiparables a los estados mentales. El computacionalismo eliminativista, en particular, afirma que el contenido semántico de la mente no es explicativamente relevante. En este lineamiento, se afirma que pasar el test de Turing es una condición razonablemente suficiente para sostener que determinada entidad posee una mente, ya que, de otra forma, uno no podría afirmar razonablemente la existencia de las mentes de las demás personas, esto es, el único motivo por el que es razonable pensar que cierta persona tiene una mente es porque se comporta si la tiene, así que, si una máquina emulara tan bien el comportamiento humano que convenciera a un investigador ordinario de su humanidad, entonces sería de hecho razonable sostener que esa máquina tuviera una mente. Una objeción ampliamente difundida a esta postura es el argumento de la habitación china.

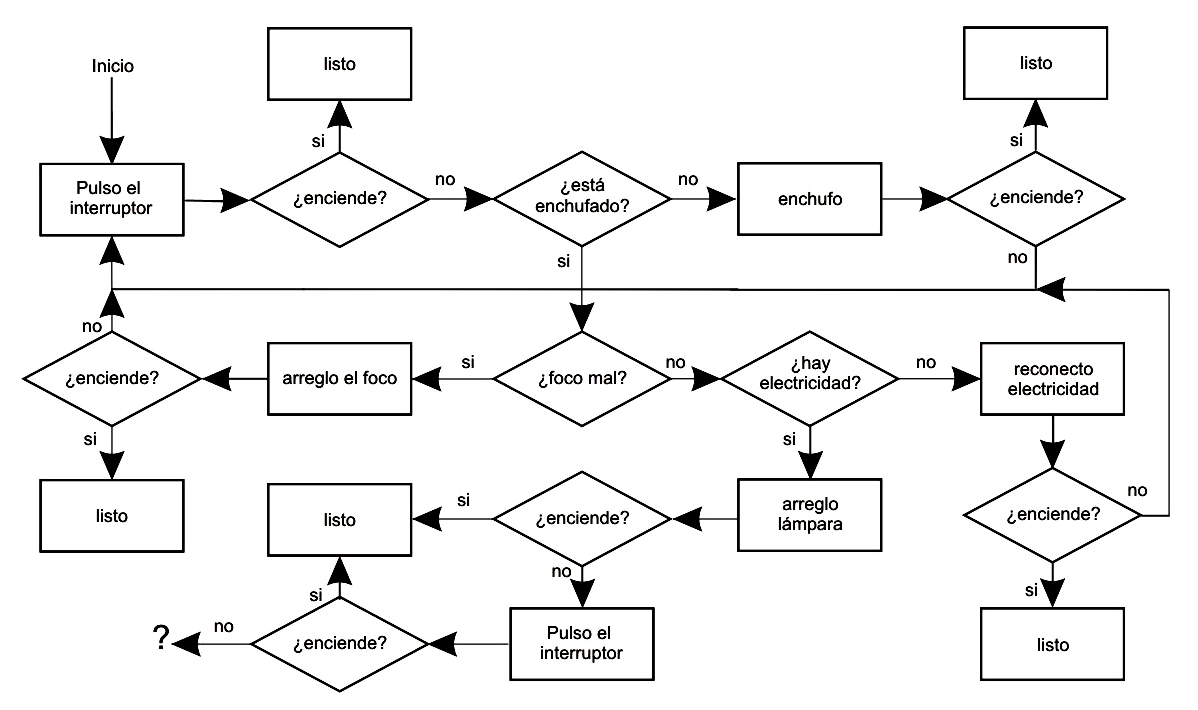
Esta figura ilustra un algoritmo para resolver el problema del encendido de una lámpara, en donde se dan solo los problemas más comunes.

### Conexionismo
En los 80, el conexionismo emergió como un rival prominente al computacionalismo clásico. El modelo conexionista no se inspira tanto en la lógica y las computadoras, sino en la neurofisiología. Los conexionistas emplean modelos computacionales que difieren significativamente de las máquinas de Turing, las redes neuronales.
Una red neuronal es una colección de nodos interconectados. Los nodos se categorizan en nodos de entrada, nodos de salida y nodos ocultos. Los nodos tienen valores de activación dados por números reales. Un nodo puede tener una conexión ponderada con otro, también dada por un número real. La activación de nodos de entrada es producida exógenamente. La activación total de las entradas de un nodo oculto o de salida es una suma ponderada de las activaciones de los nodos que lo alimentan. La activación de un nodo oculto o de salida es una función de la activación total de sus entradas. En la computación de una red neuronal, las señales de activación se propagan de los nodos de entrada a los nodos de salida de la forma que determinan sus conexiones ponderadas. Las ponderaciones de una red neuronal son típicamente mutables y evolucionan de acuerdo a un algoritmo de aprendizaje.